# アズールブラジル航空
アズールブラジル航空（アズールブラジルこうくう、Azul Brazilian Airlines・ポルトガル語: Azul Linhas Aéreas Brasileiras S/A）は、サンパウロを拠点とするブラジル第3位の航空会社。格安航空会社でありながら、高水準のサービスを提供する。

## 歴史

### 開業まで

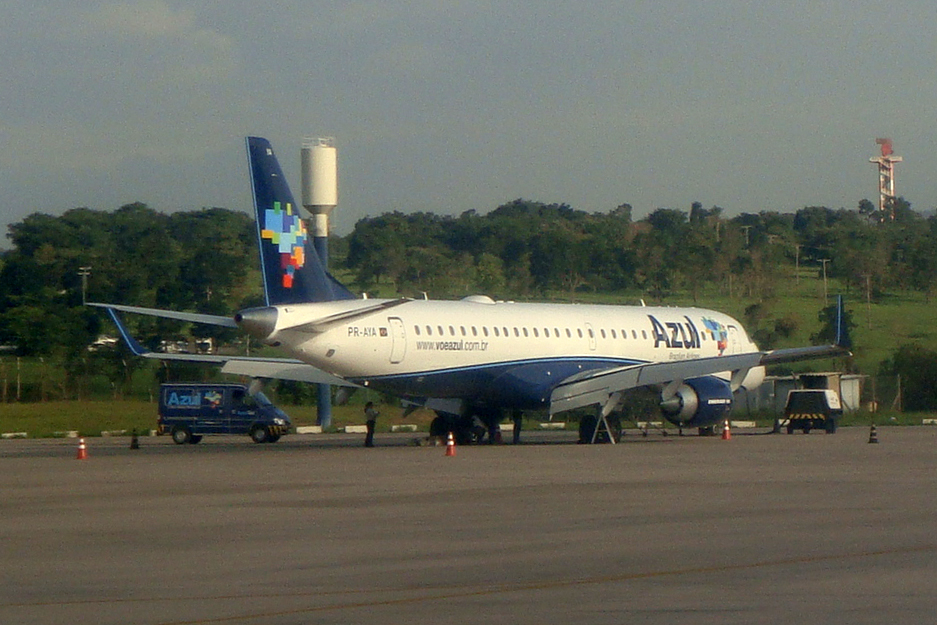
ヴィラコッポス国際空港に駐機する、アズールブラジル航空エンブラエル190

アメリカの格安航空会社ジェットブルー航空の創業者である、デイヴィッド・ニールマンが2008年5月5日に設立した。ニールマンはジェットブルー創業以来同社の経営に携わり、その急成長を支えたが、2007年に同社が悪天候の影響で多くの欠航便を出してしまったことを受け、その責任をとる形でCEOを解任された。ニールマンは取締役会議長という形で経営陣に留まる傍ら、次の事業を開始することを模索、航空会社とフライトスクールの経営を目指した。ニールマンは、新しい事業を興す場所として、自らの生まれ故郷であるブラジルを選んだ。2008年3月27日に新しい航空会社を立ち上げることを正式に発表。5月21日付けでジェットブルーを退職し、本格的な事業準備に入った。

### 運航開始後
- 2008年12月15日、カンピーナス、サルバドル、ポルトアレグレを結んで運航を開始した。
- 2012年5月28日、地域航空会社トリップ航空（英語版）との統合を発表[1]。
- 2014年5月、トリップ航空との統合を完了した[2]。
- 2014年12月、エアバスA330-200を使用してフォートローダーデール、オーランド線を就航、長距離路線に進出した[3][4]。
- 2015年5月21日、E195-E2を30機、確定発注した[5]。
- 2015年6月26日、ユナイテッド航空と長期の戦略的提携を締結すると発表した。これを受け、ユナイテッド航空が株式の約5％を取得し、政府認可を条件としたコードシェアをはじめ、顧客利便性の向上に向けた提携を行う[6]。
- 2016年10月20日、初のエアバスA320neoを受領した。
- 2017年3月9日、E195-E2のローンチカスタマーとなった[7]。
- 2017年8月15日、アメリカの格安航空会社(LCC)ジェットブルーとのコードシェア提携を発表[8]。
- 2017年10月1日から、エチオピア航空とコードシェア提携を開始した。
- 2017年12月8日から、ターキッシュエアラインズとコードシェア提携を開始した[9]。
- 2018年11月8日、パナマのコパ航空とコードシェア提携を発表した[10]。
- 2018年12月19日、E195-E2を21機追加で確定発注した。発注は合計51機となった[11]。
- 2018年の定時到着率は85.21％を記録し、LCC部門で1位に輝いた[12]。
- 2019年5月13日、エアバスA330-900を初受領した。南北アメリカ大陸で初導入となった[13]。
- 2019年9月12日、世界で初めてE195-E2を導入した。同型機のローンチカスタマーでもある[14]。
- 2019年12月4日、アリタリア航空とコードシェア提携を開始した[15]。
- 2020年1月14日、小型機で運航するブラジルの航空会社ツーフレックスを買収した。それに伴い、同社のブランド名を「アズール・コネクタ」に変更した[16][17]。
- 2020年2月6日、TAPポルトガル航空と共同事業に合意したと発表した[18]。
- 世界最大の旅行サイトであるトリップアドバイザーから、「トラベラーズチョイス 世界の人気エアライン2020」の世界1位に選出された[19]。
- 2020年12月3日から、ブラジルの生物多様性やアマゾン地域に生息する絶滅危惧種のアオコンゴウインコの特別塗装を施したE195-E2型機の運航を開始した。
- 2020年、空中給油機KC-X3プロジェクトとしてブラジル空軍(FAB)にエアバスA330-200型機を2機売却することを決定した[20]。エアバスA330MRTTへ改造予定。

### 経営破綻
2025年5月28日、新型コロナウイルス感染拡大による経営悪化を改善できずに事実上経営破綻し、チャプター11(米国連邦破産法第11章)を申請したと発表した。運航を停止せず、運航を継続しながら経営を再建する計画も発表した。ユナイテッド航空とアメリカン航空が最大3億ドルの投資をすることが発表されている。

## 保有機材

### 運航機材
地元ブラジルの航空機メーカーであるエンブラエルE-Jetシリーズの他、エアバス、ATRなどの欧州製機材を中心に運航している。
| 機材                | 運用数 | 発注数 | 座席数 | 座席数 | 座席数 | 備考                                            |
| 機材                | 運用数 | 発注数 | C      | Y      | 計     | 備考                                            |
| ------------------- | ------ | ------ | ------ | ------ | ------ | ----------------------------------------------- |
| エアバスA320neo     | 2      | 10     | -      | 162    | 162    |                                                 |
| エアバスA320neo     | 10     | 10     | -      | 165    | 165    |                                                 |
| エアバスA320neo     | 39     | 10     | -      | 174    | 174    |                                                 |
| エアバスA321neo     | 6      |        | -      | 214    | 214    |                                                 |
| エアバスA330-200    | 5      | -      | 27     | 222    | 249    | 2024年、元エティハド航空の中古機を2機追加導入。 |
| エアバスA330-900neo | 2      |        | 12     | 365    | 377    | 2024年導入、元タイ・エアアジアXの中古機。       |
| エアバスA330-900neo | 5      | -      | 34     | 264    | 298    |                                                 |
| ATR72-600           | 42     |        | -      | 70     | 70     |                                                 |
| エンブラエル195     | 36     | -      | -      | 118    | 118    |                                                 |
| エンブラエル195-E2  | 35     | 40     | -      | 136    | 136    | ローンチカスタマー、世界初導入。                |
| 貨物機              |        |        |        |        |        |                                                 |
| エアバスA320-200F   | 2      |        | 貨物   | 貨物   | 貨物   | 2024年11月導入                                  |
| 計                  | 184    | 50     |        |        |        |                                                 |

### 退役済機材一覧
| 機種                | 導入数 | 導入年    | 備考                                                                                            |
| ------------------- | ------ | --------- | ----------------------------------------------------------------------------------------------- |
| エアバスA350-900    | 2      | 2022-2024 | 長距離国際線向けの機材を標準化する戦略計画で退役。その後は2機ともタイ国際航空で運航されている。 |
| エアバスA320-200    | 2      | 2018-2020 |                                                                                                 |
| エンブラエルERJ-175 | 5      | 2013-2015 | スカイ・リージョナル・エアラインズに移籍                                                        |
| エンブラエルERJ-190 | 22     | 2008-2020 |                                                                                                 |
| ATR42               | 10     | 2013-2016 |                                                                                                 |
| ボーイング737-400F  | 2      | 2018-2025 | 貨物機。2機ともアシアナ航空の元旅客機。                                                         |

## サービス
ブラジル国内では、サウスウエスト航空のビジネスモデルを採用したゴル航空が格安航空会社として大きなシェアを占めていたが、ニールマンはアズール航空の運航開始後、これに対して「距離あたりの運賃で見れば、アメリカのそれと比較してまだ50パーセント高い。最終的にはバスの料金水準まで引き下げることが目標だ」とし、ゴル航空よりさらに安価な運賃を投入するとした。
一方で、格安航空会社でありながら、高水準のサービスが提供されると評価されており、2020年には世界最大の旅行サイトであるトリップアドバイザーから、「トラベラーズチョイス 世界の人気エアライン2020」の世界1位に選出された。具体的には、ドリンクやスナックを無料で提供したり、シートピッチを30インチ以上と、LCCとしては広めに確保したり、保有機の多数を占めるエンブラエルE195のほぼ全機体に無料のテレビ生中継を楽しめる個人機内エンターテインメントを設置したりしている。また、エアバスA330-200型機ではビジネスクラスが導入されている。

### 提携、コードシェア
- ジェットブルー
- TAPポルトガル航空
- ユナイテッド航空

## 就航都市
| 国             | 就航都市                                   |
| -------------- | ------------------------------------------ |
| ブラジル       | サンパウロをハブ空港に、132空港に就航      |
| ウルグアイ     | プンタ・デル・エステ、モンテビデオ         |
| アルゼンチン   | サン・カルロス・デ・バリロチェ、メンド－サ |
| パラグアイ     | アスンシオン                               |
| フランス       | パリ/オルリー                              |
| スペイン       | マドリード                                 |
| ポルトガル     | リスボン、ポルト                           |
| キュラソー     | キュラソー                                 |
| アメリカ合衆国 | オーランド、フォートローダーデール         |